# 柘植瑞季
柘植 瑞季（つげ みずき、1982年12月1日 - ）は、フリーアナウンサー。

## 来歴・人物
名古屋市出身。愛知淑徳大学卒業。
NHK津放送局契約キャスター、静岡朝日テレビアナウンサー、中京テレビ、NTBに在籍していた。
- 趣味　料理、読書、旅行
- 特技　英語、TOEIC 670、バレエ、ジャズダンス、中国語検定4級、秘書検定2級、普通自動車免許、ダイビングライセンス

## NHK津放送局での担当番組
- ほっとイブニングみえ（キャスター、リポーター）[3]
- みえーる情報（キャスター）[3]

## 静岡朝日テレビでの担当番組
- とびっきり!しずおか（主にお天気コーナー）ニュース[4]

## エフエム愛知での担当番組
- Let's エコメンド（ナレーター）
- FM AICHI REPORT（リポーター）
- FM AICHI ニュース（キャスター）

## 中京テレビでの担当番組
- NEWS ZEROローカルニュース（キャスター）